# Мекк, Владимир Владимирович фон
Влади́мир Влади́мирович фон Мекк (14 [26] июля 1877, Москва — 16 мая 1932, Нью-Йорк) — губернский секретарь, в звании камер-юнкера. Живописец-любитель, театральный художник, меценат, коллекционер.

## Биография
Происходил из старинного немецкого остзейского дворянского рода, перебравшегося в Лифляндию из Силезии в конце XVI века. Владимир Владимирович родился в семье Владимира Карловича фон Мекка (1852—1893) и Елизаветы Михайловны (1861—1892), дочери московского водочного фабриканта М. А. Попова. Его дед по отцовской линии, Карл Фёдорович фон Мекк, был одним из основоположников российского железнодорожного транспорта; ещё более известна бабушка Надежда Филаретовна.
С детских лет увлекался живописью. В 1889 году его учителем стал молодой художник В. А. Серов, который способности двенадцатилетнего ученика оценивал довольно скромно: «Видел я мальчика, моего будущего ученика, ничего интересного не представляет, я думаю, заниматься с ним будет довольно скучновато.»
Владимир фон Мекк принадлежал к художественному объединению «Мир искусства», принимал активное участие в создании Союза русских художников. В 1902—1903 годах вместе с С. А. Щербатовым открыл в Петербурге художественный салон «Современное искусство», в котором были представлены ювелирные изделия, мебель и картины, выполненные художниками К. А. Сомовым, Н. К. Рерихом, Л. С. Бакстом и другими. Совместно с Щербатовым оформил для салона одну из комнат. В своей «Автомонографии» И. Э. Грабарь, описывая устройство выставки, отметил: «… Щербатов с Мекком сделали комнату на мотив павлиньего пера!». Для первой выставки «Современного искусства» В. В. Фон Мекк изготовил роскошные дамские платья.
В 1903 году Мекк вместе с Щербатовым выпустили альбом «Константин Сомов». В 1906 году Мекк был включён в комитет Выставки русского искусства в парижском Осеннем салоне. Владимир Владимирович был автором воспоминаний о Врубеле, которые в 1918 году были опубликованы в журнале «Свободный час».
Образование получил на юридическом факультете Московского университета. Сразу после учёбы призвался в армию, прошёл обучение в течение 11 месяцев в 4-й батарее 2-го Гренадерской артиллерийской бригады и в августе 1903 был признан достойным производства в прапорщики запаса артиллерии.
Попечитель Девятинской церковно-приходской школы при церкви Девяти мучеников в Новинском.
В 1899—1903 годах — заведующий благотворительными учреждениями великой княгини Елизаветы Фёдоровны, с 1904 года — её личный секретарь. Во время русско-японской войны в качестве главного уполномоченного Российского общества Красного Креста в Японии занимался отправкой на родину русских военнопленных. И. Э. Грабарь писал А. Н. Бенуа 15 мая 1904 года: «Был у Мекков, у старого и молодого. Старый неизвестно где, а молодой между Харбином и Ляояном уполномочествует». После окончания войны в 1907—1909 годах занимался обустройством церкви Святых Марфы и Марии в Марфо-Мариинской обители. Также под его патронатом находилось устройство домов для бесприютных детей в Москве. Заинтересовавшись скаутским движением, Владимир фон Мекк поддерживал развитие его в России и в 1914 году стал одним из основателей «Общества содействия организации юных разведчиков города Москвы»
В годы Первой мировой войны назначен уполномоченным всех госпитальных складов. В 1914—1917 годах — член Московского комитета по оказанию помощи семьям лиц, призванных на войну.
После Октябрьской революции Владимир Владимирович остался в России и устроился на работу в Малый театр. Театральные эскизы, выполненные фон Мекком, в 1919 году были представлены на XI Государственной выставке работ деятелей прикладного искусства и художественной промышленности в Москве, а в 1923 — на Выставке театрально-декорационного искусства Москвы 1918—1923 годов.
В 1923 году Владимир фон Мекк был направлен в Париж для отбора картин русских художников, проживающих за границей, для Передвижной выставки русского искусства в Америке. В Россию больше не вернулся, перебравшись из Парижа в США. Грабарь вспоминал: «В июне 1924 года мы сели на пароход, шедший прямым рейсом в Латвию, и в конце месяца были уже в Москве. Большинство, впрочем, осталось в Америке; не вернулись Конёнков, Захаров и Мекк; Сомов поехал в Париж, где остался до сих пор, Виноградов — в Ригу, где также осел. Из восьми человек вернулись трое: Сытин, Трояновский и я».
В Америке Мекк продолжал работать: в мае 1924 года вместе с Ф. И. Захаровым им была организована выставка в Филадельфии в магазине Дубасова, где были представлены рисунки модной одежды, театральных костюмов и узоров.
Скончался Владимир Владимирович фон Мекк 16 мая 1932 в Нью-Йорке.

## Коллекция
Одним из главных увлечений Владимира фон Мекка было коллекционирование картин. С. А. Щербатов в книге «Художник в ушедшей России» писал, что Мекк 

"обладал тонким художественным чутьём. Художественной школы он не проходил, был дилетантом, но способности у него были: направил же он их по особому пути. Он собирал хорошие картины, приобретал красивые вещи, любил изысканную обстановку. …Русским (он был старинного балтийского рода) и москвичом он был до мозга костей— Серов
В его собрании были преимущественно работы М. А. Врубеля и В. М. Васнецова, а также И. И. Левитана, К. Коровина, Н. К. Рериха, К. А. Сомова и других. Оказывал сильную моральную и материальную поддержку М. А. Врубелю.
Помимо живописи, собрание Фон Мекка включало лубки, японские гравюры, старинную бронзу, миниатюры, гобелены и мебель.
В 1907—1908 годах из-за испытываемых финансовых трудностей часть коллекции была продана Третьяковской галерее и другим музеям и коллекционерам. Так, на выставке, организованной художниками «Мира искусства», Мекк за 3000 рублей приобрёл картину М. Врубеля «Демон поверженный». В 1908 году картина была продана галерее. Также среди поступивших картин были: «К ночи» М. А. Врубеля, «Красные паруса. Поход Владимира на Корсунь» Н. К. Рериха, «Последние лучи солнца» и «Лунная ночь» И. И. Левитана, «Алёнушка» В. М. Васнецова, «Летом» К. А. Коровина, «В деревне. Баба с лошадью» В. А. Серова, «Остров любви» К. А. Сомова. Музей Александра III (ныне Русский музей) обогатился полотнами: «Взятие снежного городка» В. И. Сурикова, «Радоница (Перед обеднею)» А. Е. Архипова, «Сибирь» В. М. Васнецова, «Золотая осень. Слободка» И. И. Левитана, «Венеция» М. А. Врубеля.
Часть картин были приобретены другими коллекционерами: И. С. Остроуховым, С. С. и А. П. Боткиными, М. П. Рябушинским.
В 1919 году оставшаяся часть коллекции была национализирована и направлена в Государственный музейный фонд.

## Брак
Владимир Владимирович фон Мекк был женат на Варваре Геннадьевне Карповой (1889—1954), младшей дочери историка Геннадия Фёдоровича Карпова и Анны Тимофеевны, урождённой Морозовой, родной племяннице предпринимателя и мецената Саввы Морозова. Брак был бездетен.

## Награды
- Орден Святой Анны 3-й степени;
- Орден Святого Владимира 4-й степени с мечами[10];
- Георгиевская медаль 3-й и 4-й степеней;
- Орден Серебряной Бухарской Звезды 1-й степени;
- Орден Священного сокровища 5-й степени (Япония);
- В память 300-летия царствования Романовых;
- Знак Красного Креста.